# Unai García
Unai García Lugea, (Esquiroz, Navarra, 3 de febrero de 1992) es un futbolista español que juega como defensa central y actualmente juega en el Panetolikos de la Superliga de Grecia. Es el hermano mayor del jugador del C.D. Alcoyano, Imanol García.

## Biografía
Se formó en la cantera de Osasuna, debutó en el primer equipo en Segunda División en el año 2015. En la temporada 2014-15 fue cedido al CD Tudelano, para obtener minutos de juego.
En la temporada 2015-16, regresa al CA Osasuna, para ser el titular de la zaga pamplonica y realizar una gran temporada. Su mayor logro fue el ascenso a la Liga BBVA al término de la temporada 2015-16.
El 16 de mayo de 2025, se anuncia oficialmente su marcha del C. A. Osasuna, tras 25 temporadas en el club y 12 en el primer equipo en el que disputó 215 partidos oficiales.

## Clubes
| Club                   | País   | Categoría | Año       | Partidos | Goles |
| ---------------------- | ------ | --------- | --------- | -------- | ----- |
| C.A. Osasuna B         | España | 2ªB       | 2011-2014 | 87       | 7     |
| C.D. Tudelano (Cedido) | España | 2ªB       | 2014-2015 | 16       | 2     |
| C.A. Osasuna           | España | 2.ª y 1.ª | 2013-2025 | 215      | 11    |
| Panetolikos G.F.S      | Grecia | 1.ª       | 2025-     |          |       |

Debut en 1ª División: 1 de junio de 2013, Real Madrid 4-2 C.A. Osasuna
| Temporadas en 1ª | Partidos en 1ª | Goles en 1ª | Partidos en Copa | Goles en Copa | Internacional |
| ---------------- | -------------- | ----------- | ---------------- | ------------- | ------------- |
| 8                | 99             | 2           | 18               | 0             | Ninguna       |